# 코캉 자치구
코캉 자치구(버마어: ကိုးကန့် ကိုယ်ပိုင်အုပ်ချုပ်ခွင့်ရ ဒေသ)는 2008년 새 헌법에 따라 신설된 미얀마의 자치구이며 샨주의 두 군구를 포함하여 만들어졌다. 2010년 8월 20일 대통령령으로 신설되었다. 코캉족의 자치 구역이다.